# Zoo de Cheyenne Mountain
Le zoo de Cheyenne Mountain (Cheyenne Mountain Zoo)  est un parc zoologique américain qui se trouve sur la Cheyenne Mountain à Colorado Springs. Sa particularité est de se situer entièrement à flanc de montagne. D'une superficie de 57 ha, le zoo détient plus de 750 animaux représentant 150 espèces différentes. Il est fondé en 1926 par Spencer Penrose. Le zoo est membre de l'Association des zoos et des aquariums.